# 川西村 (長野県)
川西村（かわにしむら）は、1957年3月31日から1973年3月31日まで長野県小県郡にあった村。
1973年4月1日に上田市に編入合併され消滅したが、村発足の折には上田市の一部地域を加えていた。村役場は上田市役所川西支所を経て上田市役所本庁管轄の川西自治センターとして存続している。
（旧）上田市にとってこれが最後の編入合併相手であった。

## 歴史
- 1957年（昭和32年）3月31日 - 室賀村および上田市の一部（半過地区を除く小泉）・浦里村の一部（大字浦野・岡・仁古田・越戸）が合併して発足。
  - 浦里村の残部（大字当郷）は青木村に編入。
- 1957年（昭和32年）8月1日 - 大字浦野の一部を青木村に編入。
- 1973年（昭和48年）4月1日 - 上田市に編入。同日川西村廃止。村役場は上田市川西支所となる。

## 1973年3月31日時点で川西村に存在していた教育機関
（※ すべて川西村立の小中学校）
- 川西中学校
- 小泉小学校
- 浦里小学校
- 室賀小学校